# トッリチェッラ・デル・ピッツォ
トッリチェッラ・デル・ピッツォ（伊: Torricella del Pizzo）は、イタリア共和国ロンバルディア州クレモナ県にある、人口約600人の基礎自治体（コムーネ）。

## 地理

### 位置・広がり

#### 隣接コムーネ
隣接するコムーネは以下の通り。括弧内のPRはパルマ県所属を示す。
- グッソーラ
- モッタ・バルッフィ
- ロッカビアンカ (PR)
- スカンドラーラ・ラヴァーラ
- シッサ・トレカザーリ (PR)

### 気候分類・地震分類
気候分類では、zona E, 2389 GGに分類される。
また、イタリアの地震リスク階級 (it) では、zona 3 (sismicità bassa) に分類される。